# 孔古塔鄉

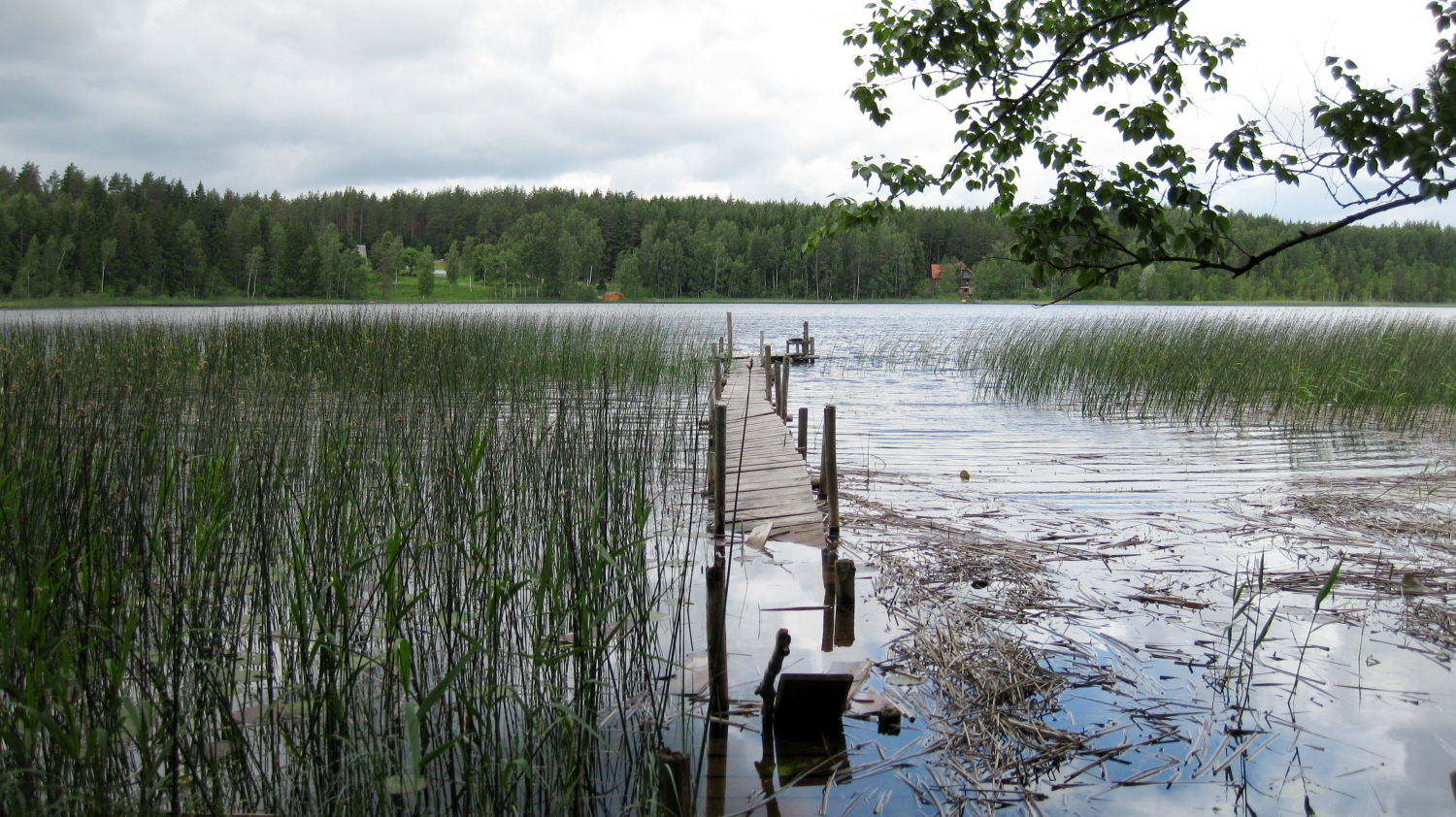
维斯亚古湖

孔古塔鄉，曾是愛沙尼亞塔爾圖縣的一個鄉村型市镇，位於該國東南部，行政中心設於孔古塔，面積108平方公里，2009年人口1,419，人口密度每平方公里13人。
2017年爱沙尼亚行政改革后，孔古塔市镇与其他市镇一起合并为新的埃尔瓦市镇。
58°13′30″N 26°17′38″E / 58.225°N 26.294°E